# Exorista grandiforceps
Exorista grandiforceps är en tvåvingeart som beskrevs av Chao 1964. Exorista grandiforceps ingår i släktet Exorista och familjen parasitflugor. Inga underarter finns listade i Catalogue of Life.